# Giant (empresa)
"Giant" também pode referir ao lutador profissional Paul Wight, conhecido também como Big Show.
Giant Manufacturing Co. Ltd. é uma companhia dedicada à elaboração de bicicletas. Estabelecida em 1972 em Taiwan, Giant começou como produtora OEM, construindo bicicletas para serem vendidas com outros nomes. Em pouco tempo estabeleceu a sua própria marca. Nestes momentos vende bicicletas em 50 países, em mais de 10.000 lojas. A suas vendas no ano 1998 superaram os 2,8 milhões de dólares.
Giant tem fábricas em Taiwan, Países Baixos e China.
Giant inventou o quadro de bicicleta de estrada com sloping baixo, que teve que ser aceite pela União Ciclista Internacional para o seu uso em competição.
Na Argentina os quadros ATX 890 (de alumínio ALCOA) foram usados nas concorrências nacionais de alto nível dando um excelente rendimento aos competidores os quais não puderam romper nenhum quadro o que demonstra a sua confiabilidade.
A Giant patrocina duas grandes equipas de ciclismo profissional:
- Giant factory off road team, de bicicleta de montanha.
- Team Giant-Alpecin, de ciclismo de estrada.

A maioria da sua mercadoria destina-se à União Europeia, Estados Unidos, Japão e Taiwan.

## Pandemia de COVID-19
Com a pandemia de coronavírus, a procura por bicicletas da Giant disparou. A fabricação de bicicletas disparou em Taiwan, alimentada pela demanda global provocada pelo medo de contrair o coronavírus em autocarros e metros lotados na Europa, ou na América, ou ainda pela necessidade de atividades ao ar livre após semanas de confinamento. Com este aumento na procura, a Giant está a planear construir uma grande nova fábrica na União Europeia. Além disso, a empresa está a transferir fábricas da China para Taiwan. 